# Mexicaanse boleettong
De Mexicaanse boleettong (Bolitoglossa mexicana) is een salamander uit de familie longloze salamanders (Plethodontidae). De soort werd voor het eerst wetenschappelijk beschreven door André Marie Constant Duméril, Gabriel Bibron en Auguste Duméril in 1854. Ook werd de wetenschappelijke naam Salamandra mexicana gebruikt.

## Uiterlijke kenmerken
Deze soort bereikt een lichaamslengte van ongeveer 12 tot 15 centimeter. De lichaamskleur is bronskleurig tot roze met een zwarte vlekkentekening. Klieren in de huid scheiden een irriterende stof uit als het dier wordt lastiggevallen. De Mexicaanse boleettong is nachtactief en kan goed klimmen dankzij de geringe lichaamsgrootte, de behendige grijpstaart en de vingers en tenen die voorzien zijn van vliezen. Bij veel salamanders dienen de vliezen om het pootoppervlak te vergroten teneinde beter te kunnen zwemmen. Bij de Mexicaanse boleettong dienen ze om beter te kunnen klimmen. De tong van dit dier heeft de vorm van paddenstoel en kan ver worden uitgestoken om insecten te vangen, net als een kameleon.

## Leefwijze
Het voedsel van deze nachtactieve salamander bestaat uit insecten, die hij met zijn ver uitsteekbare, paddenstoelvormige tong vangt.

## Verspreiding en habitat
De Mexicaanse boleettong leeft endemisch in Mexico en komt voor in de regio's Chiapas en Yucatan, Belize, Guatemala en Honduras. Het dier leeft in regenwouden tot 1.500 meter hoogte boven zeeniveau.